# Heodes quercii
Heodes quercii är en fjärilsart som beskrevs av Turati 1923. Heodes quercii ingår i släktet Heodes och familjen juvelvingar. Inga underarter finns listade i Catalogue of Life.